# 大清水西
大清水西（おおしみずにし）は、愛知県名古屋市緑区の地名。丁番を持たない単独町名である。住居表示未実施。

## 地理
名古屋市緑区東部に位置し、大清水、八つ松と接する。

## 歴史

### 沿革
- 2003年（平成15年）9月27日 - 緑区鳴海町字大清水の一部より、大清水西が成立[1]。

## 世帯数と人口
2019年（平成31年）3月1日現在の世帯数と人口は以下の通りである。
| 町丁     | 世帯数  | 人口  |
| -------- | ------- | ----- |
| 大清水西 | 208世帯 | 553人 |

### 人口の変遷
国勢調査による人口の推移
| 2005年（平成17年） | 339人 | [ 7 ] |  |
| 2010年（平成22年） | 356人 | [ 8 ] |  |
| 2015年（平成27年） | 444人 | [ 9 ] |  |

## 学区
市立小・中学校に通う場合、学校等は以下の通りとなる。また、公立高等学校に通う場合の学区は以下の通りとなる。
| 番・番地等 | 小学校                 | 中学校                 | 高等学校 |
| ---------- | ---------------------- | ---------------------- | -------- |
| 全域       | 名古屋市立大清水小学校 | 名古屋市立鎌倉台中学校 | 尾張学区 |

## 施設

### 公共施設
- 名古屋市立大清水小学校

### 公園
- 大清水西公園

### 寺社
- 寺島家御天神社

## その他

### 日本郵便
- 郵便番号 : 458-0806[4]（集配局：緑郵便局[12]）。